# Il cervello
Il cervello (Le cerveau) è un film del 1969 diretto da Gérard Oury.
La pellicola è frutto di una coproduzione italo-francese.

## Trama
Arturo e Anatolio sono due ladruncoli che vogliono rubare del denaro trasportato in un treno che deve trasportare il comando NATO da Parigi a Bruxelles, sfilando il colpo al loro ex compagno di cella, Il Cervello, un ex militare britannico che rischia continuamente di essere scoperto per via dell'organo cerebrale troppo pesante, che spesso gli fa ricadere la testa di lato.

## Distribuzione
Il film è stato distribuito in Francia a partire dal 7 marzo 1969, in Italia dal 3 settembre, in Danimarca dal 20 giugno, in Svezia dal 7 luglio, Paesi Bassi dal 10 luglio, in Belgio dal 19 settembre, in Germania Ovest 9 ottobre, negli Stati Uniti 13 novembre dello stesso anno. Nel Regno Unito è stato distribuito dal 1970, in Finlandia dal 23 gennaio, in Polonia dall'ottobre dello stesso anno, in Irlanda dal 23 ottobre. In Germania Est è stato distribuito dal 13 agosto 1971, in Ungheria 30 settembre dello stesso anno. In Turchia è stato distribuito dal dicembre 1972, mentre in Estonia soltanto dal 1º gennaio 2020.
Il film è inoltre conosciuto con i titoli alternativi: O Super Cérebro (Brasile); O Cérebro (Portogallo); Tre gange tyve (Danimarca); El cerebro (Spagna); Мозъка (Bulgaria); Ο εγκέφαλος (Grecia); A nagy zsákmány (Ungheria); Den fantastiske Brain (Svezia); The Brain (Regno Unito, Stati Uniti e Canada); Das Superhirn (Germania Ovest e Austria); Het brein (Belgio fiammingo); Velký Šéf e Velký Séf (Repubblica Ceca); Vel'ký Séf e Veľký Šéf (Slovacchia); Aju (Estonia); Pardon, ryöstämme samaa junaa (Finlandia); Unnskyld, vi robber samme tog! (Norvegia); Mózg (Polonia); Creierul (Romania); Супермозг (Unione Sovietica); Büyük reis (Turchia).

## Accoglienza

### Incassi
Il film ebbe un grande successo, visto da 5.547.305 spettatori in Francia e 3.662.823 in Italia.

## Colonna sonora
Una canzone di Caterina Caselli, Cento Giorni, serve da fondo musicale a una scena spettacolare in cui Silvia Monti scende in costume da bagno dal balcone di una villa calandosi da una corda.
La canzone della sigla iniziale e finale è The Brain composta e cantata dal gruppo musicale americano The American Breed.
Nel 2002 la colonna sonora originale del film è stata pubblicata, insieme a quelle scritte da Delerue per Colpo grosso ma non troppo e da Georges Auric per Tre uomini in fuga, con il titolo Bandes originales des films de Gérard Oury, nella raccolta Écoutez le cinéma ! di Stephane Lerouge.

### Tracce
2002: Le Corniaud / La Grande Vadrouille / Le Cerveau, par Georges Delerue / Georges Auric (Écoutez le cinéma !, EmArcy)
1. The Brain (The American Breed) – 3:21
2. Sofia – 1:49
3. Anatole et Arthur – 2:05
4. Java contre java – 2:28
5. L'aquarium – 2:27
6. The Brain (générique) (The American Breed) – 2:02
7. Train Postal – 2:00
8. Carnaby Street – 2:25
9. Du Havre à New York – 1:27
10. Grande valse

## Curiosità
In una scena viene usata la tecnica del rotoscopio per far interagire il protagonista con un sé stesso animato e proiettato sulla parete, che obbedisce ai suoi ordini mentre esegue il piano sul treno. Queste scene sono state realizzate da Jean-Charles Meunier dallo studio Les films Orzeaux.
Ottima l'interpretazione di Niven che, dato il peso del suo "organo" cerebrale, non riesce a tenere dritta la testa.